# Yang Yali
Yang Yali är en kinesisk kanotist.
Hon tog bland annat VM-silver i K-2 1000 meter i samband med sprintvärldsmästerskapen i kanotsport 2006 i Szeged.